# Fuite en France
Pour plus de détails, voir Fiche technique et Distribution.
Fuite en France (titre original Fuga in Francia) est un film italien réalisé par Mario Soldati et sorti en 1948.

## Synopsis
Le fasciste et ancien criminel de guerre Riccardo Torre essaye de quitter l'Italie et d'aller en France, mais est obligé de prendre avec lui son fils, car il craint que celui-ci devienne suspect aux yeux de la Police italienne.

## Fiche technique
Sauf indication contraire, les informations mentionnées dans cette section peuvent être confirmées par la base de données cinématographiques IMDb,  présente dans la section « Liens externes ».
- Titre français : Fuite en France[1]
- Titre original Fuga in Francia
- Réalisation : Mario Soldati, assisté de Marino Girolami
- Scénario : Carlo Musso, Ennio Flaiano, Mario Soldati d'après un récit de Mario Bonfantini (it), Emilio Cecchi et Cesare Pavese
- Photographie : Domenico Scala
- Montage : Mario Bonotti (it)
- Musique : Nino Rota, Franco Ferrara
- Décors : Piero Gherardi
- Production : Carlo Ponti
- Société de production : Lux Film
- Pays de production :  Italie
- Langue originale : italien
- Format : Noir et blanc - 1,37:1 - Son mono - 35 mm
- Genre : Policier
- Durée : 95 minutes
- Dates de sortie :
  - Italie : août 1948 (Festival de Venise)
  - France : 20 janvier 1950[1]

## Distribution
- Folco Lulli : Riccardo Torre
- Enrico Olivieri : Fabrizio Torre
- Rosi Mirafiore : Pierina
- Pietro Germi : Tembien
- Mario Vercellone : Gino
- Giovanni Dufour : Il Tunisino
- Cesare Olivieri : don Giacomo
- Gino Apostolo : policier
- Gianni Luda
- Mario Soldati : Stiffi